# Roberto Parisi
Roberto Parisi (Torino, 4 settembre 1931 – Palermo, 23 febbraio 1985) è stato un imprenditore italiano, vittima della mafia.

## Biografia
Roberto Parisi era un ingegnere che costruì la sua fortuna di imprenditore come titolare di ben cinque aziende che davano lavoro a quasi cinquecento dipendenti, tra cui la Icem S.p.A., società che sin dal 1970 aveva in appalto la manutenzione degli impianti di illuminazione pubblica della città di Palermo, grazie anche a solidissimi agganci nella politica democristiana (era vicino infatti all'ex deputato Giovanni Matta e all'onorevole Salvo Lima).
Secondo un esposto presentato dai consiglieri comunali d'opposizione, il servizio di manutenzione dell'illuminazione gestito dalla Icem fu prorogato più volte nonostante fosse scaduto nel 1980 e il suo costo cresceva ogni anno e nel 1983 si arrivò alla cifra di 10 miliardi e 606 milioni di lire, giudicata "scandalosa" rispetto ai costi di altre città d'Italia.
Parisi fu anche vicepresidente di Sicindustria, l'associazione degli industriali siciliani, e dal giugno 1982 era diventato anche presidente del Palermo calcio, carica che gli aveva attribuito notevole popolarità.
Parisi aveva perso la prima moglie Elvira De Lisi e la figlia Alessandra nella strage di Ustica del 27 giugno 1980, e, molto provato da questa tragedia, donò un modernissimo reparto di dialisi infantile al Policlinico di Palermo e un asilo nido al Comune, intitolati entrambi alla figlia scomparsa.

### L'omicidio
Il 23 febbraio 1985 Parisi fu trucidato da un gruppo di fuoco composto da almeno cinque uomini in un agguato in via Calcante, a cinque chilometri dagli uffici della Icem nella zona di Partanna Mondello. Assieme a lui morì il suo autista Giuseppe Mangano, 38 anni, sposato e con tre figli. Due vetture affiancarono improvvisamente l'auto di Parisi e Mangano, che fu crivellata di colpi e finì fuori strada, schiantandosi contro un albero. Dopo il colpo di grazia a Parisi, alcuni esecutori si allontanarono dal luogo del delitto addirittura in autobus, abbandonando le vetture, che furono ritrovate poco dopo.
Dopo la sua scomparsa, venne reso noto che l'Icem era stata oggetto di indagini da parte della Procura di Palermo da almeno un anno per presunte irregolarità nell'aggiudicazione degli appalti e Parisi risultava uno dei principali indagati. Inoltre, una settimana prima dell'omicidio, il commissario straordinario del Comune di Palermo Gianfranco Vitocolonna rese noto che non avrebbe più prorogato l'appalto assegnato alla Icem.

#### Mafia contro imprenditoria
L'omicidio di Parisi e del suo autista anticipò di soli cinque giorni anche quello di un altro imprenditore palermitano, Piero Patti, ucciso per non aver accettato le richieste di estorsione per mezzo miliardo di lire dell'epoca. Nell'agguato rimase gravemente ferita anche la figlia Gaia, di soli nove anni, che Patti stava accompagnando a scuola.
Maturati durante l'ascesa del Corleonesi al vertice di Cosa Nostra e l'istruzione del primo Maxiprocesso da parte dei giudici Falcone e Borsellino, la morte di Parisi e Patti rappresentò un segnale forte a tutti coloro che osassero sfidare il racket, per eliminare qualsiasi forma di ribellione al pizzo e assoggettare l'economia territoriale. Infatti, secondo il collaboratore di giustizia Emanuele Di Filippo (reo confesso dell'omicidio), il movente andava ricercato nel fatto che Parisi voleva liberarsi da ogni tutela mafiosa, rifiutando in primo luogo le richieste estorsive del boss Pino Greco detto "Scarpuzzedda", fedelissimo di Totò Riina.
Da allora altri professionisti come Paolo Bottone, Donato Boscia, Piero Pisa, Francesco La Parola, Francesco Paolo Semilia, Sergio Compagnini e, non ultimo, Libero Grassi, cadranno analogamente vittima del piombo mafioso. Un'epoca che vedrà una effettiva svolta, anche culturale, solo una ventina d'anni dopo, grazie anche all'azione di movimenti come il comitato Addiopizzo e, conseguentemente agli arresti di Bernardo Provenzano e Salvatore Lo Piccolo, anche degli industriali siciliani aderenti a Sicindustria, a seguito della storica decisione presa dal presidente Ivan Lo Bello di espellere i soci che pagano il pizzo.

#### Condanne
Dieci anni dopo, nel 1995, Emanuele Di Filippo si autoaccusò dell'omicidio di Parisi e dell'autista Mangano, reo confesso, ed in seguito al contributo offerto come collaboratore di giustizia, verrà condannato a soli 15 anni di carcere. Nel 2004 la Corte d'assise d'appello di Palermo, dopo un primo annullamento in Cassazione, ha confermato l'ergastolo solo nei confronti di Giuseppe Lucchese mentre ha mandato assolti gli altri presunti esecutori materiali accusati da De Filippo, Francesco Tagliavia, Lorenzo Tinnirello e Pietro Salerno, sentenza divenuta definitiva.

#### L'omicidio Parisi e il processo Contrada
L'omicidio Parisi tornerà alla ribalta alcuni anni dopo allorquando la vedova, Gilda Ziino, depose nel processo contro Bruno Contrada. La signora testimoniò che il giorno del delitto era rientrata da poco nella sua abitazione proveniente dall'ospedale, dove non aveva ancora avuto modo di vedere la salma del marito, e che Contrada si era presentato alla sua porta chiedendole un colloquio riservato. Allorché Contrada, che conosceva Parisi, le avrebbe detto testualmente, con fermezza, che "qualunque cosa io potessi sapere che riguardava la morte di Roberto dovevo stare zitta, non parlarne con nessuno e ricordarmi che avevo una figlia piccola".
Solo successivamente, anni dopo, la signora Ziino, benché ancora “sorpresa e intimorita” riferì l'accaduto al suo avvocato, Alfredo Galasso, il quale a sua volta ebbe modo di riferirlo al giudice Giovanni Falcone col quale avrebbe avuto un incontro, tenutosi un sabato pomeriggio, all'interno del Palazzo di Giustizia.
La Ziino dichiarò che la domenica immediatamente dopo “il dott. Contrada ha suonato al campanello di casa mia, io ho aperto, l'ho fatto accomodare, naturalmente la mia emozione fu tale, mi sono seduta e mi ha chiesto subito, immediatamente, «signora lei ha avuto un incontro con il dottor Falcone?»…Io negai”.
Ancora una volta la signora informò subito l'avvocato Galasso che, non trovando Falcone, pregò Giuseppe Ayala di farlo in sua vece. La Ziino viene interrogata da Falcone nel 1988. Nel 1990 venne riconvocata in Procura dal sostituto Carmelo Carrara, e ritrova Contrada nella stanza del magistrato. Il "senso di angoscia e paura" sarebbe stato tale che la donna, posta a confronto con l'ex funzionario del Sisde, finì con l'avallare la tesi secondo cui quelle parole potevano esser interpretate come «raccomandazioni amichevoli».
La tesi degli accadimenti esposti dalla vedova Parisi venne avvalorata da tutti gli attori della vicenda, mentre quella della difesa di Contrada, che affermava che quei termini fossero riconducibili a semplici raccomandazioni, e negava inoltre il secondo incontro, è stata rigettata dalla Corte.

#### Le dichiarazioni di Massimo Ciancimino
Secondo i verbali resi alla magistratura e alle interviste rese al giornalista Francesco La Licata nel libro Don Vito (2010) e a Gianluigi Nuzzi per il libro-inchiesta Vaticano S.p.A. pubblicato nel 2009, Massimo Ciancimino (figlio dell'ex sindaco Vito) dichiarò che Roberto Parisi fosse coinvolto nel riciclaggio di denaro sporco attraverso i conti correnti dello I.O.R. gestiti dal padre Vito e le ragioni dell'omicidio andrebbero ricercate nei contrasti che Parisi ebbe con l'imprenditore palermitano Mario Niceta, suo socio nella gestione delle saline nel trapanese, che si rivolse ai boss mafiosi Francesco Messina Denaro e Vincenzo Virga per eliminare l'avversario. Le accuse di Ciancimino non hanno mai trovato conferma ed è stato dichiarato inattendibile in diverse indagini.